# Disease
A Disease Lady Gaga amerikai énekes-dalszerző dala. 2024. október 25-én jelent meg az Interscope Records gondozásában, közelgő nyolcadik, Mayhem elnevezésű stúdióalbumának első kislemezeként. Gaga a dalt Andrew Watt és Cirkut közreműködésével írta és készítette, Michael Polansky pedig társszerzője volt a dalnak. Zeneileg a Disease egy dark pop, elektropop, dance-pop és EDM dal. Melodramatikus dalszövege a szerelem azon képességéről szól, hogy meggyógyítja a szerető betegségét. A Disease pozitív kritikákat kapott a zenekritikusoktól, akik dicsérték a produkciót és Gaga énekhangját, bár néhányan a szöveget nem találták kreatívnak.
A hozzá tartozó videóklip, amelyet Tanu Muino rendezett, 2024. október 29-én jelent meg. Ebben Gaga különböző változataival szembesül, és megpróbál uralkodni megszemélyesített félelmein. A videó pozitív kritikákat kapott a rajongóktól és a kritikusoktól, akik különösen a videó témáját és a jelmezeket dicsérték. A Disease a Billboard Global 200-as listáján a 14. helyen debütált, Görögországban, San Marinóban és az Egyesült Királyságban a Top 10-ben, Írországban és Lettországban a Top 20-ban, Brazíliában, Kanadában, Litvániában, Hollandiában, Svájcban és az Egyesült Államokban pedig a Top 30-ban szerepelt.

## Háttér és kidolgozás
Lady Gaga a 2022-es The Chromatica Ball című koncertkörútja után visszalépett a közösségi médiától és a promóciós tevékenységektől, mivel a Joker: Kétszemélyes téboly (2024) című amerikai zenés thrillerfilmben Harleen „Lee” Quinzel (Harley Quinn) szerepének megformálására készült. 2024 januárjára Gaga a közösségi médián keresztül elkezdte sugallni, hogy új zenén dolgozik. Különböző posztokban osztotta meg a stúdiókban készült fotókat, az egyik mellé pedig hozzátette, hogy „ha bárki kérdezi, a templomban vagyok”. Az új zenéről közvetlenül is beszélt, miközben 2024. március 28-án, 38. születésnapját ünnepelte, a közösségi médián keresztül azt mondta, hogy „az egyik legjobb zenémet írom, amióta az eszemet tudom”. A Gaga Chromatica Ball (2024) című koncertfilmje végén, az utolsó pillanatokban egy részlet hangzott el új zenéjéből, miközben az „LG7” és a „Gaga visszatér” felirat villant be. 2024 júliusában újabb képet posztolt egy stúdióból.
Cirkut a Billboard-nak adott interjújában elárulta, hogy Andrew Watton keresztül hívták meg, hogy dolgozzon együtt Gagával, aki már dolgozott vele a Sweet Sounds of Heaven (2023) című, a The Rolling Stones-szal közös számon a Hackney Diamonds albumról. Cirkut szerint, aki Gaga és Watt mellett társproducerként működött közre a dalban, a szám „meglehetősen korán fogant” a kreatív együttműködésük folyamatában. Megosztotta, hogy a dal hamar a nyolcadik stúdióalbumára való közös munkájuk nyilvánvaló „alapköve” lett. Egy közösségi médiás bejegyzésben Gaga megosztotta, hogy a „Disease”-t és a hozzá készült klipet az inspirálta, hogy szembenézett saját félelmeivel és belső sötétségével.

## Zene és dalszöveg
A Disease három perc és 49 másodperc hosszú. A számot Gaga, Andrew Watt és Cirkut írta és készítette, míg Gaga vőlegénye, Michael Polansky társszerzője volt. A zenei újságírók a Disease-t egy gyors tempójú elektropop, dark pop, dance-pop, szintipop és EDM dalként jellemezték, gothic rock, indusztriális rock, rock és rage hatásokkal. „Egyszerű” „ah-ah”-t skandáló vokális hookokat, grunge stílusú gitárokat, baljós hangulatú dallamokat, és középtempós indusztriális, EDM és techno-hangsúlyos ütemeket tartalmaz. A zárókórusban Gaga falzett regisztere és zongorahangok hallhatók. A kritikusok a Disease-t tematikailag hasonlónak találták Gaga Bad Romance (2009) és The Cure (2017) című kislemezeihez és úgy ítélték meg, hogy „visszatérés a régi formájához”, ami a korai munkáira emlékeztet. Alexis Petridis a The Guardian-tól pedig különösen Gaga „harsány” és „uralkodó” énekhangját találta hasonlónak a The Cure és a Poker Face (2008) című kislemezeihez. Roisin O’Connor a The Independent-től úgy találta, hogy Gaga éneke és a „zúzós” szintetizátor hasonlít George Michael Freeek! című kislemezéhez. (2002). A Tunebat Platform és a Sony Music Publishing által a SheetMusicDirect.com oldalon közzétett kotta szerint a dal h-moll hangnemben, 101 leütés/perc tempóban íródott.
A Disease-ben Gaga arról énekel, hogy a szerelem képes meggyógyítani a szerető „kínzó” betegségét. Az előkórusban így énekel: „Screamin’ for me, baby/ Like you’re gonna die/ Poison on the inside/ I could be your antidote tonight” („Értem sikoltozol, baby/ mint aki meg fog halni/ Méreg van benned/ én lehetek rá az ellenszer”), egy lüktető elektronikus ütem felett. Az előkórus szövegét jellemezve Petridis kijelentette, hogy „ha nem is hasonlítanak nagyon a metafizikus költők műveire, de egy kicsit domina-szerűnek tűnnek”. Gaga később a refrénben így énekel: „I could play the doctor, I can cure your disease/ If you were a sinner, I could make you believe/ Lay you down like one, two, three/ Eyes roll back in ecstasy/ I can smell your sickness, I can cure your/ Cure your disease” („Eljátszhatom az orvosod, ki tudlak gyógyítani a betegségedből/ Ha vétkes lennél, én hívővé tudnálak tenni/ Háromra feküdj le, a szemeid tikkelnek az ecstasytól/ Tudom, mi a probléma, én meg tudlak gyógyítani”). Erica Gonzales, az Elle munkatársa Gaga énekét a refrénben „rockosnak” és „morgósnak” írta le. Robin Murray a Clash-től Gaga egyik legjobb refrénjének tartotta, és a dal energiáját és közvetlenségét a punkzenéhez hasonlónak találta. Gaga a második versszakban így énekel a szeretőjének: „You’re so tortured when you sleep, plagued with all your memories/ You reach out and no one’s there, like a god without a prayer” („Az emlékeid kínoznak és gyötörnek álmodban/ Segítségért könyörögsz, de nincs veled senki, mint egy hívők nélküli Isten”). Nick Levine, a BBC munkatársa „melodramatikusnak” nevezte a szöveget, és úgy vélte, hogy a dal kompozíciója „üdvözlendő emlékeztető” arra, hogy Gaga „azzal rohamozta meg a mainstreamet, hogy olyan zenét csinált, ami egyszerre volt fülbemászó és őrült”.

## Kiadás és népszerűsítés
Miután augusztus 16-án megjelent a Bruno Mars amerikai énekessel közös Die with a Smile című dala, és megtartották a Joaquin Phoenix-szel közös Joker: Kétszemélyes téboly című filmjének premierjét a 81. Velencei Nemzetközi Filmfesztiválon, valamint megjelent a filmhez kapcsolódó Harlequin című albuma, Gaga bejelentette, hogy októberben kiadja közelgő nyolcadik stúdióalbumának első kislemezét is. Október 18-án a Spotify frissítette Gaga diszkográfiájából hét szám címét, hogy a „disease” szót betűzzék, utalva ezzel egy készülő kislemezre. Három nappal később a kislemez megjelenését az Universal Music Group erősítette meg egy weboldalon keresztül, melyen előre le lehetett menteni a dalt. A titokzatos honlapon egy fekete háttéren az „I could play the doctor” felirat volt látható. A bejelentés mellett Gaga a közösségi médián keresztül felfedte a Disease hivatalos logóját, egy promóciós posztert és a megjelenés időpontját a különböző városokban világszerte. Az Interscope Records október 25-én adta ki a Disease-t világszerte digitálisan letölthető és streamelhető formában, valamint az Egyesült Államokban a kortárs sláger rádiókban. A Universal ugyanezen a napon adta ki a dalt az olasz rádióknak.
November 13-án egy „The Antidote Live” alcímet viselő, Gaga által készített élő verzió jelent meg digitális letöltésre és streamingre az Interscope, valamint olasz rádiós sugárzásra a Universal által. Egy másik, „The Poison Live” alcímű élő verzió november 20-án jelent meg az Interscope által digitális letöltésre és streamingre. Az élő verziókhoz a hozzájuk tartozó vizuális videók és digitális instrumentális verziók is készültek. A „The Antidote Live” verzióhoz készült videót a kaliforniai Malibuban, a Woodshed stúdióban forgatták, a videóban Gaga a Disease lecsupaszított változatát adja elő egy fekete zongorán, akusztikus gitárkísérettel és háttérzenével. A „The Poison Live” verzió videójában Gaga egy elektromos gitárral előadott változatot ad elő Tim Stewart gitáros közreműködésével.

## A kritikusok értékelései
A Disease pozitív kritikákat kapott a zenekritikusoktól, akik úgy vélték, hogy Gaga visszatért popos gyökereihez. A Consequence újságírói a megjelenéskor a „hét dalának” nevezték, hozzátéve, hogy a szám „egy négyperces emlékeztető arra, hogy a popzene az a hely, ahol az előadás oly sok elemének van lehetősége összeolvadni”. Az Evening Standard munkatársa, India Block ötcsillagos kritikájában „eredményes gótikus robbanásnak nevezte, amely tökéletes a kísérteties évszakhoz”, és dicsérte a produkciót, Gaga énekét és a vallási témákat. Murray úgy érezte, hogy Gaga „kaotikus gyógymód egy pop-pandémiás világ sivárságában”, és 10-ből 9-re értékelte a dalt, a nehéz elektronikus produkciót a Nine Inch Nails munkáihoz hasonlította. Petridis az ötből négy csillagot adott a Disease-nek, és dicsérte azt a képességét, hogy „a késő 2000-es évekbeli Gaga emlékeit idézi fel, és mégis beleillik a zűrös, Brat utáni popklímába” a túlfűtott hangulata és hangzása révén. Bianca Betancourt, a Harper’s Bazaar munkatársa pozitív kritikájában megjegyezte, hogy a Disease „klasszikus Gaga a lehető legjobb módon, a pop, a rock, a dance és a rage elemeit ötvözi a sztár jellegzetes fülbemászó szövegeivel”, és a Bad Romance merészebb és érettebb változatának tartotta a számot. A Rolling Stone a 2024-es év 17. legjobb dalaként rangsorolta a számot, mondván, hogy „izgalmas és nagyon üdvözlendő visszatérés a gyökerekhez, ahogy a pop legkalandvágyóbb sztárja arról énekel, hogy akarja a betegségedet és „egy beteg és kegyetlen emlékeztető arra, hogy Gaga igazán egyedülálló”.
Egyes kritikusok a dalszöveget nem találták kreatívnak, és a számot Gaga korábbi munkáihoz hasonlították. Alexa Camp a Slant Magazine-tól és O’Connor „közhelyesnek” nevezte a szöveget, de dicsérte a hangzást és a produkciót, O’Connor pedig négycsillagos kritikájában azt mondta, hogy a Disease „hosszú idő óta a legjobbja”. Petridis úgy érezte, hogy a Disease stilisztikailag Gaga The Fame (2008) című debütáló stúdióalbumának zenéjére emlékeztet, míg Camp úgy vélte, hogy inkább Gaga későbbi, The Fame Monster (2009) és Born This Way (2011) című kiadványaira emlékeztet. Marcus Wratten a PinkNews-tól a negyedik helyre helyezte a számot Gaga hét, albumot bemutató kislemezének rangsorában, a Bad Romance óta a legsötétebb első kislemezének tartva azt. Gaga teljes katalógusának rangsorában Kristen Hé, a Vulture munkatársa a 15. helyre tette a Disease-t, mondván, hogy Gagát „már nem a sötétség emészti, hanem uralja azt”.

## Kereskedelmi teljesítmény
A Disease a 14. helyen debütált a Billboard Global 200-as listáján, és a Die with a Smile után ez lett Gaga második Top 20-as belépője a 2024-es évben. Az Egyesült Államokban a 2024. november 9-ei Billboard Hot 100-as listán a 27. helyen debütált, ami a huszonhetedik Top 40-es dalát jelentette a listán. Ugyanakkor albumainak első kislemezei közt ez volt a legalacsonyabb debütálása, mióta a Just Dance 2008 augusztusában a 76. helyen lépett be a listára. A dal a 2024. december 7-i Adult Pop Airplay charton a 22. helyen, a 2024. november 16-i Pop Airplay charton pedig a 18. helyen végzett. Ez utóbbi listán a 19. helyen debütált, ami a legmagasabb debütálását jelentette a Born This Way (2011) óta.
Az Egyesült Királyságban a Disease a hetedik helyen debütált a 2024. november 1-jei UK Singles Charton, ami Gaga karrierjének tizenhatodik Top 10-es dala volt a listán, és a második 2024-ben, a Die with a Smile után. A második héten a szám a Top 20-ban maradt a 12. helyen, majd a harmadik héten a 21. helyre süllyedt. A Disease Brazíliában a Brasil Hot 100-as listán a 21., Kanadában pedig a Canadian Hot 100-as listán a 28. helyet érte el. A dal emellett a Független Államok Közösségében, Görögországban, és San Marinóban a Top 10-be; Írországban és Lettországban a Top 20-ba; Hollandiában, Litvániában, Portugáliában és Svájcban pedig a Top 30-ba került.

## Videóklip

Gaga a videóklipben, amint saját maga hátborzongató változatát öleli át. Gótikus külseje és hosszú körmei által az Ollókezű Edward (1990) című filmhez hasonlították.

2024. október 22-én Gaga a Disease című dalhoz készült klip megjelenését jelezte, és a közösségi médián keresztül egy részletet mutatott be belőle. A 11 másodperces videóban Gaga egy fehér ruhát visel, és egy külvárosi utcán menekül egy egyenesen felé tartó autó elől; Gaga a videó során többször is visszafordul a titokzatos sofőr felé, miközben megpróbál elmenekülni. A videó alatt zongorahangok szólalnak meg, mielőtt a végén egy ütőhangszeres leütés következik. A kivágott videóban Gaga fehér ruháját Samara Morgan ruhájához hasonlították a 2002-es A kör című pszichológiai horrorfilmből. A klipet Gaga Vevo csatornáján keresztül mutatták be a YouTube-on október 29-én, amerikai keleti parti idő szerint 21:00-kor. Gaga a közösségi médián keresztül elárulta, hogy a klip koncepciójának ihletője a személyes „belső sötétsége”, a „belső démonaival” való kapcsolata, és az elkerülhetetlen szembesülése önmagának ijesztő részeivel, annak ellenére, hogy megpróbál elmenekülni és „elfutni előlük”.
A Tanu Muino rendezésében és Parris Goebel koreográfiájával készült négy és fél perces videó egy csendes külvárosi környéken játszódik, ahol Gaga saját maga különböző változataival szembesül, és megpróbálja visszaszerezni az irányítást a legmélyebb, megszemélyesített félelmei felett. Az egyik alakjában Gagának vörös szemei vannak, és egy teljesen fekete bőrruhát, cipzáras maszkot, hatalmas magassarkút és hosszú, acélszegecses körmöket visel. Egy másik verzióban fehér crop topot és alsóneműt viselve sétál át a klónján, miközben a plafonhoz van bilincselve. Gaga egy változata egy fekete hányástócsában jelenik meg, mielőtt két mozgó fal közé kerül, ahol táncolni kezd. A videó különböző pontjain Gaga különböző változatai vagy verekednek, vagy az utcán futnak, vagy táncolnak, vagy megölelik egymást.

### Fogadtatás
A klipet a rajongók és a kritikusok is méltatták. Gonzales a videót „ijesztőnek”, „kísértetiesnek” és időnként „nyugtalanítónak” írta le. Jamie Tabberer, az Attitude munkatársa „sötétnek”, „fordulatosnak” és „mélyen személyesnek” titulálta, és a horrorfilmekhez hasonlította. Christian Allaire a Vogue-tól és Gonzales dicsérte a videó témáját és „avantgárd” stílusú jelmezeit. Flisadam Pointer a Uproxx-tól elismerően nyilatkozott Gaga alakításáról, a produkcióról és az „extravagáns” ruhaváltásokról. Matthew Velasco, a W munkatársa „filmszerűnek” titulálta a videót, és azt mondta, hogy „szinte színházi élményt nyújt”. Úgy találta, hogy a videó témája a The Fame Monster-korszakra és Gaga Bad Romance (2009) és Alejandro (2010) című kislemezeihez készült klipekre emlékeztet. A Nylon munkatársa, Dylan Kickham a videó horrorisztikusnak tűnő művészi irányultságát Gaga korábbi munkáihoz hasonlította, köztük a 2022-es Bloody Mary című kislemezéhez. Danielle Chelosky a Stereogumtól úgy találta, hogy a videó stilisztikailag az Ollókezű Edward (1990) című fantasy filmhez hasonlít.

## Élő előadások
December 15-én Gaga előadta a Disease-t a Carpool Karaoke karácsonyi televíziós különkiadásában, amely az Apple TV+-on jelent meg. A dal ezután része volt a 2025-ös Coachella headliner szettjének, ahol „az új Gagát a 2009-es VMA Gagája fojtotta meg egy zombikkal teli sírban”. Adrian Horton a The Guardian-tól a Disease-t választotta a koncert csúcspontjának, amely „ámulatba ejtette”.

## Elismerések
| Esemény                      | Év   | Kategória                                       | Eredmény | For.   |
| ---------------------------- | ---- | ----------------------------------------------- | -------- | ------ |
| MTV Video Music Awards Japan | 2025 | A legjobb videóklip szólóelőadótól – Nemzetközi | Elnyerte | [ 90 ] |

## Közreműködők
A Qobuz adatai alapján.
- Lady Gaga – vokál, dalszerzés, producer, szintetizátor
- Andrew Watt – dalszerzés, producer, szintetizátor, gitár, dobok, ütős hangszerek, nagybőgő
- Cirkut – dalszerzés, producer, szintetizátor, dobok, billentyűs hangszerek, számítógép generálta hangok
- Michael Polansky – dalszerzés
- Paul Lamalfa – hangmérnök
- Şerban Ghenea – hangkeverés
- Randy Merrill – maszterelés
- Marco Sonzini – kiegészítő hangmérnöki munka
- Tommy Turner – hangmérnök asszisztens
- Tyler Harris – hangmérnök asszisztens
- Bryce Bordone – hangkeverő asszisztens

## Helyezések
| Lista (2024)                                 | Legjobb helyezés |
| -------------------------------------------- | ---------------- |
| Ausztrália (ARIA)                            | 39               |
| Ausztria (Ö3 Austria Top 40)                 | 52               |
| Brazília (Brasil Hot 100)                    | 21               |
| Csehország (Singles Digitál Top 100)         | 58               |
| Dél-Korea BGM (Circle)                       | 152              |
| Dél-Korea Download (Circle)                  | 179              |
| Egyesült Királyság (UK Singles Chart)        | 7                |
| Észtország Airplay (TopHit)                  | 48               |
| Fehéroroszország Airplay (TopHit)            | 48               |
| Finnország (Singlet Top 20)                  | 40               |
| Franciaország (SNEP)                         | 66               |
| Független Államok Közössége Airplay (TopHit) | 8                |
| Global 200 (Billboard)                       | 14               |
| Görögország Nemzetközi (IFPI)                | 6                |
| Hollandia (Top 40)                           | 25               |
| Hollandia (Single Top 100)                   | 54               |
| Izrael (Media Forest)                        | 8                |
| Írország (IRMA)                              | 11               |
| Japán Hot Overseas (Billboard Japan)         | 3                |
| Kanada (Canadian Hot 100)                    | 28               |
| Kanada Hot AC (Billboard)                    | 35               |
| Kazahsztán Airplay (TopHit)                  | 8                |
| Lengyelország (Polish Airplay Top 100)       | 86               |
| Lengyelország (Polish Streaming Top 100)     | 43               |
| Lettország (LaIPA)                           | 14               |
| Lettország Airplay (LaIPA)                   | 18               |
| Libanon (Lebanese Top 20)                    | 9                |
| Litvánia (AGATA)                             | 26               |
| Litvánia Airplay (TopHit)                    | 1                |
| Németország (Media Control Charts)           | 70               |
| Olaszország (FIMI)                           | 53               |
| Oroszország Airplay (TopHit)                 | 11               |
| Portugália (AFP)                             | 25               |
| San Marino (SMRRTV Top 50)                   | 9                |
| Spanyolország (PROMUSICAE)                   | 58               |
| Svájc (Schweizer Hitparade)                  | 27               |
| Svédország (Sverigetopplistan)               | 53               |
| Szlovákia (Singles Digitál Top 100)          | 40               |
| Szlovákia (Rádio Top 100)                    | 20               |
| Ukrajna Airplay (TopHit)                     | 49               |
| US Billboard Hot 100                         | 27               |
| US Adult Top 40 (Billboard)                  | 16               |
| US Dance/Mix Show Airplay (Billboard)        | 21               |
| US Mainstream Top 40 (Billboard)             | 17               |
| Új-Zéland Hot Singles (RMNZ)                 | 5                |
| Venezuela (Record Report)                    | 38               |

| Lista (2024)                                 | Legjobb helyezés |
| -------------------------------------------- | ---------------- |
| Észtország Airplay (TopHit)                  | 81               |
| Független Államok Közössége Airplay (TopHit) | 16               |
| Kazahsztán Airplay (TopHit)                  | 18               |
| Lettország Airplay (TopHit)                  | 90               |
| Litvánia Airplay (TopHit)                    | 3                |
| Oroszország Airplay (TopHit)                 | 20               |
| Szlovákia (Rádio Top 100)                    | 35               |
| Ukrajna Airplay (TopHit)                     | 67               |

## Minősítések
| Régió                                                            | Minősítés  | Eladott példányszám |
| ---------------------------------------------------------------- | ---------- | ------------------- |
| Brazília (Pro-Música Brasil)                                     | 2× platina | 80 000‡             |
| Egyesült Királyság (BPI)                                         | ezüst      | 200 000‡            |
| Franciaország (SNEP)                                             | arany      | 100 000‡            |
| Kanada (Music Canada)                                            | arany      | 40 000‡             |
| ‡ Eladási+streaming példányszámok kizárólag a minősítés alapján. |            |                     |

## Megjelenési történet
| Régió            | Dátum              | Formátum(ok)                 | Változat(ok)                                     | Kiadó      | For.   |
| ---------------- | ------------------ | ---------------------------- | ------------------------------------------------ | ---------- | ------ |
| Világszerte      | 2024. október 25.  | Digitális letöltés streaming | Eredeti                                          | Interscope | [ 6 ]  |
| Olaszország      | 2024. október 25.  | Rádiós megjelenés            | Eredeti                                          | Universal  | [ 30 ] |
| Egyesült Államok | 2024. október 25.  | Kortárs slágerrádió          | Eredeti                                          | Interscope | [ 29 ] |
| Világszerte      | 2024. november 13. | Digitális letöltés streaming | The Antidote Live The Antidote Live Instrumental | Interscope | [ 32 ] |
| Olaszország      | 2024. november 13. | Rádiós megjelenés            | The Antidote Live                                | Universal  | [ 33 ] |
| Világszerte      | 2024. november 20. | Digitális letöltés streaming | The Poison Live The Poison Live Instrumental     | Interscope | [ 34 ] |

## Fordítás
Ez a szócikk részben vagy egészben  a   Disease (Lady Gaga song) című angol Wikipédia-szócikk fordításán alapul.  Az eredeti cikk szerkesztőit annak laptörténete sorolja fel. Ez a jelzés csupán a megfogalmazás eredetét és a szerzői jogokat jelzi, nem szolgál a cikkben szereplő információk forrásmegjelöléseként.